# Port Mouton Island
Port Mouton Island är en ö i Kanada.   Den ligger i provinsen Nova Scotia, i den sydöstra delen av landet, 900 km öster om huvudstaden Ottawa. Arean är 4,1 kvadratkilometer.
Terrängen på Port Mouton Island är mycket platt. Öns högsta punkt är 33 meter över havet. Den sträcker sig 3,4 kilometer i nord-sydlig riktning, och 2,3 kilometer i öst-västlig riktning.